# Presented Paper
Als Presented Paper (englisch) wird die schriftliche Fassung eines Vortrags bei einer Tagung oder einem Kongress bezeichnet, die beim Herausgeber des Tagungsbandes zum Druck eingereicht wird.
Meistens werden die Beiträge durch einen oder mehrere Experten des Fachgebietes (Gutachter) oder durch das Gremiumkomitee begutachtet, um ihre Qualität und Verständlichkeit zu erhöhen. Die in einem solchen „Peer Review“ positiv begutachteten (bzw. nach Kritik überarbeiteten) Beiträge werden Reviewed Papers genannt.
Als Presented oder Contributed Paper werden manchmal auch Kopien oder Preprints bezeichnet, die ein Autor bei der Tagung als „Tischvorlage“ für die Zuhörer auflegt.
Als Invited Paper wird ein Beitrag bezeichnet, den nicht der Autor einreicht, sondern zu dem er vom Programmkomitee eingeladen wird. Im Regelfall sind es bekanntere Experten, die über ein aktuelles Forschungsthema oder -projekt berichten bzw. die gebeten werden, zu einem Teilgebiet ein Überblicks-Referat zu halten.